# 夸夸群
夸夸群是流行于中国大陆的一类以称赞他人为唯一聊天内容的即时聊天群组，主要是微信群，也有腾讯QQ群。在夸夸群中，有群组成员会发言描述自己生活中遇到的事情，多数为负面的事情，如搭错公共汽車，然后其他群组成员便会从另外的角度对其进行夸奖，如搭错公共汽車可以看到不同的风景。

## 起源与发展
在以微信群为形式的夸夸群出现之前，有豆瓣用户在2013年1月2日建立了互相表扬群组，性质与夸夸群类似，均是以表扬他人为主题。
夸夸群这一性质的微信群组最初是由浙江大学、清华大学、西安交通大学、北京大学和上海复旦大学等中国大学的学生建立的，建立不久后便在校内流行，人数不断增加，并新创建了很多分群。后来通过新浪微博等社交软件的分享，夸夸群这一形式的群组开始被其他人所知晓，其他大学也开始效仿创建夸夸群，后来夸夸群又流行到社会上，为更多的人所知晓。
一开始的夸夸群是大学中的学生相互称赞的群组，所以是免费的。传播到社会上后，有商家以此为商机，创建付费的夸夸群，只有支付一定的费用才能被邀请入私密群组接受称赞，且这类付费夸夸群常有限定服务时间，时间一到便会被移除出群组。这种付费服务引起了一些人的反感，有消费者表示用钱买来的称赞不真实，无法还原被称赞时的情感满足。不久后，付费夸夸群热度渐降，购买付费夸夸群服务的顾客越来越少。

## 评价

### 正面评价
有评价指出，在夸夸群中求夸的用户常常是生活中遇到不如意的事情，存在精神压力，而通过其他成员的称赞后，被称赞者能够从另外一个角度看问题，从不如意中看到如意的一面，从缺点中看到闪光点。这样有利于舒缓精神壓力，满足自尊心，消除负面情绪，同时也有利于营造和谐的社群氛围。

### 负面评价
由于夸夸群是基于网络，群组中基本上均为陌生人，所以有人指出，夸夸群的称赞过于浮夸和虚伪，是拍马屁。有心理学专家指出，不应该过度依赖夸夸群来发泄负面情绪，而应该多在现实生活中调节自己的情绪，如多参加现实中的社交活动，多运动等，否则可能会因为网络世界与现实生活中的巨大差异而形成心理落差甚至迷失自我。

## 衍生
与夸夸群相对，喷喷群是由夸夸群衍生出来的对立面群组。在喷喷群中，群组成员对特定主题进行辩解，如通过贬低麦当劳来称赞肯德基、甜咸之争等。